# کیتلین لاوس
کیتلین لاوس (انگلیسی: Kaitlyn Lawes؛ زادهٔ ۱۶ دسامبر ۱۹۸۸) ورزشکار کرلینگ اهل کانادا است.